# Вальтер Бюргер
Вальтер Бюргер (нім. Walter Bürger; 24 вересня 1877, Ліппштадт — 17 вересня 1967) — німецький залізничник, доктор права, оберфюрер СА. Кавалер Лицарського хреста Хреста Воєнних заслуг з мечами.

## Біографія
З 1913 року служив в піхотному полку №15. Учасник Першої світової війни. З 1915 року — командир батальйону 231-го резервного полку. Після війни був членом Підпільного фронту. З 1928 року — начальник адміністративного відділу дирекції Імперської залізниці Мюнстера. З 1929 по травень 1945 року — президент дирекції Імперської залізниці Ганновера.

## Звання
- Урядовий асесор (1909)
- Лейтенант резерву (1913)
- Урядовий радник (1913)
- Старший урядовий радник (1920)
- Штурмфюрер СА (1933)
- Оберфюрер СА (9 листопада 1944)

## Нагороди
- Залізний хрест 2-го і 1-го класу
- Хрест «За військові заслуги» (Ліппе)
- Королівський орден дому Гогенцоллернів, лицарський хрест з мечами
- Нагрудний знак «За поранення» в сріблі (1918)
- Почесний хрест ветерана війни з мечами (1934)
- Хрест Воєнних заслуг 2-го і 1-го класу з мечами
- Лицарський хрест Хреста Воєнних заслуг з мечами (7 грудня 1944)
- Золотий партійний знак НСДАП